# Tritodynamia dilatata
Tritodynamia dilatata is een krabbensoort uit de familie van de Macrophthalmidae. De wetenschappelijke naam van de soort is voor het eerst geldig gepubliceerd in 1996 door Yang & Sun.